# N 16 (Ukraine)
Die N 16 (kyrillisch Н 16) ist eine ukrainische Fernstraße „nationaler Bedeutung“. Sie führt von Solotonoscha über Tscherkassy nach Uman.